# The Lost Inheritance
The Lost Inheritance è un cortometraggio muto del 1912 diretto da Hardee Kirkland. Prodotto dalla Selig Polyscope Company da un soggetto di Chris Lane, il film aveva come interpreti Carl Winterhoff, Winifred Greenwood, Harry Lonsdale, Lafayette McKee, Thomas Commerford, William Stowell.

## Trama
Il giovane e ricco Jack Rowland è segretamente fidanzato con la bella e altrettanto ricca Molly Bawn. Assistendo per caso a un incontro clandestino tra i due, il maligno duca D'Orsey pensa di sfruttare a proprio vantaggio quella notizia raccontandola ai genitori di Molly. Poi, quando Jack, atleta universitario, ha un incontro di boxe al suo club con un pugile al di fuori del suo ambiente, l'episodio, che ha incontrato il favore e l'entusiasmo degli sportivi, viene distorto da D'Orsey per influenzare la signora Bawn contro Jack e conquistare la ragazza. L'intrigante D'Orsey riesce perfino a fare in modo che il padre di Jack lo diseredi per avere partecipato a un incontro professionale. Alla fine la verità viene ristabilita, gli innamorati riuniti e D'Orsey, falso duca, viene smascherato: in realtà, non era altro che un malfattore londinese.

## Produzione
Il film fu prodotto dalla Selig Polyscope Company.

## Distribuzione
Distribuito dalla General Film Company, il film - un cortometraggio di una bobina - uscì nelle sale cinematografiche statunitensi il 13 novembre 1912.